# Anita O’Day and Billy May Swing Rodgers and Hart
Anita O’Day and Billy May Swing Rodgers and Hart — студийный альбом американской певицы Аниты О’Дэй с аранжировками Билли Мэя, выпущенный в 1960 году на лейбле Verve Records. В альбом вошли песни, написанные творческим тандемом композитора Ричарда Роджерса и поэта-песенника Лоренца Харта.

## Запись альбома
В своих мемуарах О’Дэй так описывает процесс записи: «Я записала мелодии на пленку, а Билли приукрасил их для аранжировок. Хорошая сделка, за исключением того, что его музыка была слишком громкой для меня, а звукорежиссёр записал нас всех на один трек, так что ремикс был невозможен. Моя проблема заключалась в том, что группа всегда меня хоронила. Стрелка прыгала по циферблату, заставляя звукорежиссёров думать, что мой голос перекрывает музыку, из-за моих ложных пиков. Однажды, когда я пожаловалась, что струнные звучат слишком громко, Билли ощетинился: „Заведи свой собственный грёбаный оркестр“. Внутри я встревожилась, но снаружи улыбнулась: „Слишком поздно, Билли. У меня уже была своя группа“. Юмор помог нам продержаться».

## Отзывы критиков
| Оценки критиков               | Оценки критиков |
| Источник                      | Оценка          |
| ----------------------------- | --------------- |
| AllMusic                      | [ 2 ]           |
| Billboard                     | [ 3 ]           |
| Encyclopedia of Popular Music | [ 4 ]           |
| The Penguin Guide to Jazz     | [ 5 ]           |

В обзоре для AllMusic Джон Буш написал: «Поклонники Бродвея по понятным причинам опасаются, что О’Дэй и Мэй превратят в порошок вальсирующие баллады Роджерса, а также сложную игру слов Харта. Они должны были понимать, что, подобно головокружительным, но технически совершенным выступлениям основателей бопа Чарли Паркера и Диззи Гиллеспи, О’Дэй не упустит ни одной тонкости — и, вероятно, добавит что-то своё, — пока она украшает эти энергичные версии классики американской поп-музыки».
В журнале Billboard назвали альбом интересным, но несколько разочаровывающим из-за того, что О’Дэй не соответствует своим обычным стандартам, а аранжировки зачастую вытесняют вокалистку. В рецензии Cash Box отметили, что команда О’Дэй и Мэя сотворила чудеса, оживив заезженные песни Коула Портера в своей недавней совместной работе, и здесь делает то же самое с композициями, написанными чудесными Роджерсом и Хартом. «Повсюду царит музыкальное совершенство», — добавил рецензент.
Марк Майерс, пишущий для All About Jazz, назвал альбом «жемчужиной» и заявил, что в нём «сочетаются свирепые аранжировки группы и нежные струнные чарты с некоторыми из самых новых мелодий американского песенника. Почти в каждом случае интерпретация О’Дэя изобилует острым свингом и классным соблазнением… каждый трек в альбоме — потрясающий нокаут».

## Список композиций
Вся музыка написана Ричардом Роджерсом, все слова написаны Лоренцом Хартом.
1. «Johnny One Note» — 1:54
2. «Little Girl Blue» — 3:03
3. «Falling in Love With Love» — 1:31
4. «Bewitched, Bothered and Bewildered» — 4:22
5. «I Could Write a Book» — 2:13
6. «Have You Met Miss Jones?» — 1:55
7. «Lover» — 2:05
8. «It Never Entered My Mind» — 2:26
9. «Ten Cents a Dance» — 2:19
10. «I’ve Got Five Dollars» — 1:48
11. «To Keep My Love Alive» — 3:14
12. «Spring Is Here» — 2:43

## Участники записи
- Аранжировка, дирижёр — Билли Мэй
- Бас-гитара — Ральф Пена
- Вокал — Анита О’Дэй
- Гитара — Эл Хендриксон
- Саксофон-альт — Тед Нэш (треки 1, 3, 5-7, 9-11), Уилбур Шварц (1, 3, 5-7, 9-11)
- Саксофон-баритон — Чак Джентри (1, 3, 5-7, 9-11)
- Саксофон-тенор — Фред Фалленсби (1, 3, 5-7, 9-11), Джастин Гордон (1, 3, 5-7, 9-11)
- Тромбон — Билл Шеффер (1, 3, 5-7, 9-11), Эд Касби (1, 3, 5-7, 9-11), Мюррей Макихерн (1, 3, 5-7, 9-11), Томми Педерсон (5, 9-11), Томми Шепард (1, 3, 7)
- Труба — Конрад Гоццо (1, 3, 5-7, 9-11), Пит Кандоли (1, 3, 5-7, 9-11), Уан Расей (1, 3, 5-7, 9-11)
- Ударные — Ирв Коттлер (1, 3, 5-7, 9-11), Стэн Леви (2, 4, 8, 12)
- Фортепиано — Джо Кастро

Все данные взяты из примечаний к альбому.